# نواقص عشق
نواقص عشق (انگلیسی: Love with Flaws; کره‌ای: 하자있는 인간들) یک مجموعه تلویزیونی کره جنوبی سال ۲۰۱۹ با بازی اوه یون سو، آن جه هیون، کیم سول گی و هو جونگ مین است. این مجموعه از ۲۷ نوامبر ۲۰۱۸ تا ۱۶ ژانویه ۲۰۱۹، روزهای چهارشنبه و پنجشنبه ساعت ۲۱:۰۰ (کی‌اس‌تی) از ام‌بی‌سی پخش شد.